# Sylvia deserticola

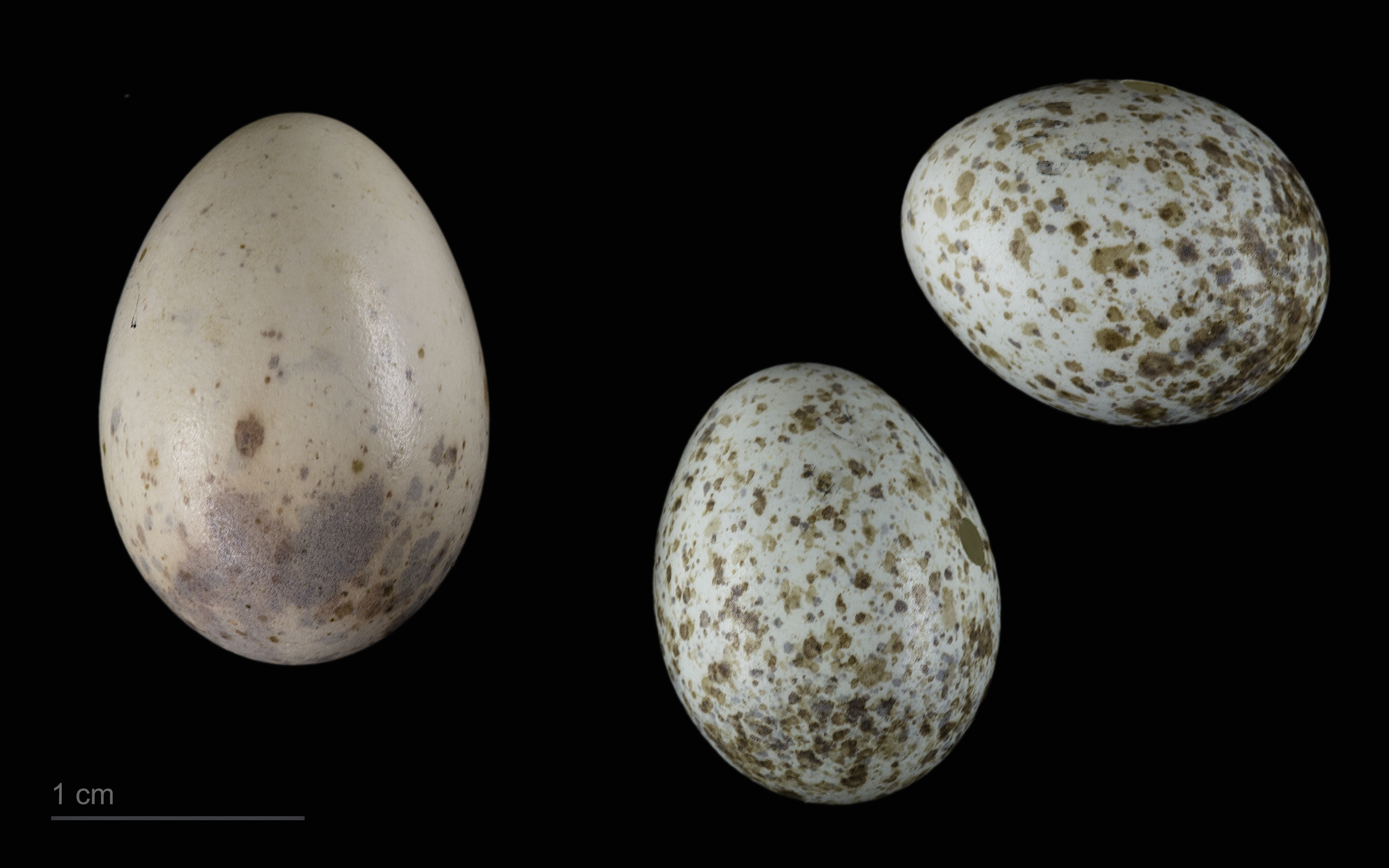
Cuculus canorus bangsi en un nido de Sylvia deserticola - MHNT

La curruca del Atlas (Sylvia deserticola) es una especie de ave paseriforme de la familia Sylviidae que vive en el noroeste de África.

## Distribución y hábitat
Como su nombre indica cría en las montañas del Atlas, hasta los 1600 m s. n. m., y pasa el invierno algo más al sur, en regiones de matorral semiárido hasta los bordes del desierto, distribuida por Marruecos, Argelia, Túnez, el este de Libia, Mauritania y Sáhara Occidental.